# Sutla
De Sutla (Kroatisch) of Sotla (Sloveens) is een rivier die door Slovenië en Kroatië stroomt en dient ook als grens voor die twee landen. De Sutla is een zijrivier van de Sava, die zelf een zijrivier van de Donau is.
- Gemeinsame Normdatei: 7723552-6
- Virtual International Authority File: 315144644